# 方塊圖

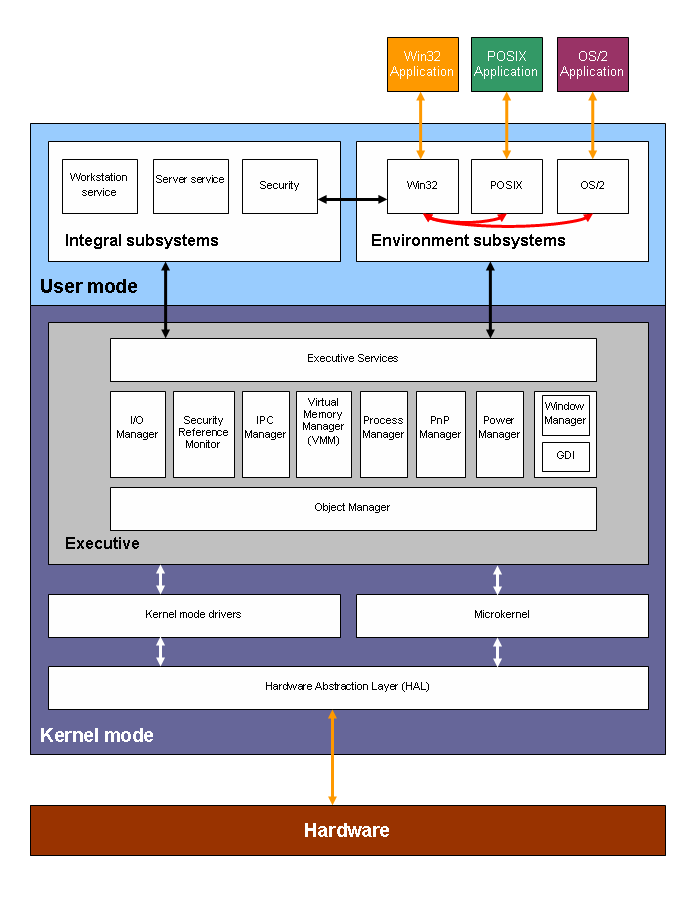
表示微軟Windows 2000作業系統架構的方塊圖

方塊圖（block diagram）是有關系統的示意圖，其中的主要機能或是零件用方塊表示，方塊之間有線連接，表示各方塊之間的關係。塊圖常用在硬體設計、電路設計、软件设计及制程流程圖。
方塊圖一般是用在比較架構性、概念性的說明，不會有細部具體，有關實現細節的一些說明。像電路的方塊圖會有主要零件或是機能，不過和電路圖及集成电路版图不同，電路圖會有實際的所有零件以及零件之間的連結方式，而集成电路版图會有零件實際的大小、位置以及佈線方式等說明。

## 用法
以收音機為例，收音機的方塊圖不會畫出每一個零件、接線、按鈕及旋鈕，不過電路圖就會。
若用真實世界的地圖來類比，方塊圖類似全國的高速公路圖，其中除了高速公路外，也會列出全國主要的城市以及道路，而較小的城市以及道路就會略過。在除錯時，最高層的方塊圖有助於縮小範圍，隔離發生故障的部份或是機能。
方塊圖是以黑箱原則為基礎，看不到各方塊其中的細部內容，目的可能是為了避免分心，也有可能是沒有方塊圖細節的資料，只知道方塊的輸入以及輸出，但不知道其中的細部內容。
在電機工程中，設計會由非常高層的方塊圖開始，隨著設計的展開，會有越來越多的細節，最後方塊圖已有足夠的細節，知道要如何實現每一個方塊（此時的方塊圖其實也就是線路圖），這稱為從上到下設計。幾何圖案常用在方塊圖中，有輔助功能，可以澄清模組或是程序的意義。幾何圖案會有線連接，表示相關，若是用箭頭連接，表示有先後順序的關係。每個工程領域有其各自對幾何圖案的定義。也有許多用在非工程領域中，用來表達概念，或是用在教學上的幾何圖案，這類的資源相當寶貴。
在过程控制中，方塊圖是一種描述複雜系統動作的視覺語言，其中的方塊都是黑箱，不是用來表達像處理器或是繼電器等實體，而是表達數學或是邏輯運算，其執行順序多半是從上到下，從左到右。可以用特定的PLC程式語言來創建上述的方塊，並實現上述的機能。
生物學中越來越多使用工程原理、分析技術以及繪圖方式的例子。在方塊圖和系統生物學圖解記號架構之間有些相似性。這是系统生物学利用方塊圖以及控制工程技術的例子，而控制工程是控制理論的應用。
方塊圖的另一個例子是功能區塊圖，是IEC 61131-3定義PLC的五種程式語言中的一種，是高度公式化的程式語言（參考形式系統），其中也有嚴格定義方塊的畫法。直線可以連接輸入變數及模組輸入，或是連接模組輸出到輸出變數，或是其他模組的輸入。